# Подземна фауна
Подземна фауна односи се на животињске врсте које су адаптиране за живот у одсуству светлости. Троглобионти и стигофауна су две врсте подземне фауне. Обе су повезане са хипогенским стаништима - троглобионти су повезани са копненим подземним окружењем (пећине и подземни простори изнад водног подземља), а стигофауне са свим врстама подземних вода (издан, понорница).

## Животна средина
Подземна фауна распрострањена је широм света и укључује представнике многих животињских група, углавном зглавкаре и остале бескичмењаке. Међутим, постоји велики број кичмењака (попут пећинских риба и пећинских репатих водоземаца), мада су ређе. Због сложености истраживања подземних окружења, многе подземне врсте тек треба да буду откривене и описане.
Особина подземног станишта је екстремно окружење и, према томе, подземне врсте су обично мање од врста које живе у епигејским стаништима. Главна карактеристика подземног окружења је недостатак сунчеве светлости. Климатске вредности, попут температуре и релативне влажности ваздуха, углавном су готово стабилне - температура одговара годишњој средњој температури на месту где се отвори шупљина, а релативна влажност ретко падне испод 90%. Извори хране су ограничени и локализовани. Мањак сунчеве светлости инхибира фотосинтетске процесе, тако да храна долази само из епигејског окружења (кроз прочишћену воду, гравитацију или пасивни транспорт животиња). Важни извори хране у подземном станишту су декомопизицоне животиње и гване, које стварају велике бескичмењачке заједнице у таквим пећинама.

## Еколошка класификација
Животиње у пећинама показују различите нивое прилагођавања подземном окружењу. Према недавној класификацији, животиње које живе у земаљским подземним стаништима могу се сврстати у три категорије на основу њихове екологије:
- Троглобионти: врсте снажно везане за подземна станишта;
- Троглофили: врсте које живе и у подземним и у епијским стаништима. Троглофили су такође подељени на еутроглофиле (врсте епигена који могу да одржавају сталну подземну популацију) и субтроглофиле (врсте склоне да стално или привремено настањују подземна станишта, али блиско повезане са стаништима епигена због неких функција);
- Троглоксени: врсте које се јављају спорадично у хипогејском станишту и нису у стању да успоставе подземну популацију.[6]

Што се тиче стигофауне, користе се одговарајуће речи стигобитес, стигофили и стигоксени.

## Биологија
Карактеристике подземног окружења проузроковале су да животиње у пећинским еволуцијама развијају бројне адаптације, и морфолошке и физиолошке. Примери морфолошких адаптација укључују депигментацију (губитак спољне пигментације), смањење дебљине анофталмија и често екстремно смањење вида које изазива потпуни губитак очију. Изузетак су, међутим, косци у пећинама Новог Зеланда, који поседују велике, функционалне очи. Остале адаптације укључују развој и продужење антене и ногу, како би се боље кретали и реаговали на стимулусе. Ове структуре су добро обдарене хемијским, тактилним и влажним рецепторима (као што су тврдокрилци Leptodirus).
Физиолошке адаптације укључују спор метаболизам и смањену потрошњу енергије, услед ограниченог снабдевања храном и ниске енергетске ефикасности. То ће се вероватно остварити смањењем покрета, губљење надметања, побољшање способности храњења и ефикасношћу употребе хране и ектотермије. Као последица тога, животиње у пећинама могу опстати дуже без јела, живе више него упоредиве врсте епигена, размножавају се касно у свом животном веку и стварају мања и већа јаја.

## Еволуција и екологија
Подземна фауна развила се изоловано. Стратиграфске баријере, попут стена и њихових слојева, и флувијалне баријере, попут река и потока, спречавају ширење ових животиња. Сходно томе, станиште подземне фауне и доступност хране могу бити врло нескладни и искључују велики распон уочене разноликости по земљама.

## Опасност за подземну фауну
Поплаве могу бити штетне за подземне врсте тако што ће драматично променити расположивост станишта, храну и повезаност са другим стаништима и кисеоник. Многе подземне фауне су вероватно осетљиве на промене у свом окружењу, а поплаве које могу пратити пад температуре могу негативно утицати на неке животиње.
Људи такође представљају претњу троглофауни. Лоше управљање загађивачима (нпр. пестициди и канализација) може отровати подземне фаунске заједнице и уклањање станишта (нпр. пораст/пад водних вода или различити облици ископавања) такође могу бити велика претња.